# Gottfried Achenwall
Gottfried Achenwall (* 20. Oktober 1719 in Elbing; † 1. Mai 1772 in Göttingen) war ein deutscher Historiker und Jurist in der Zeit der Aufklärung. Er gilt als Vertreter naturrechtlicher Vorstellungen und als deutscher Begründer der Statistik, welche er zu einer eigenen Wissenschaft erhob.

## Leben

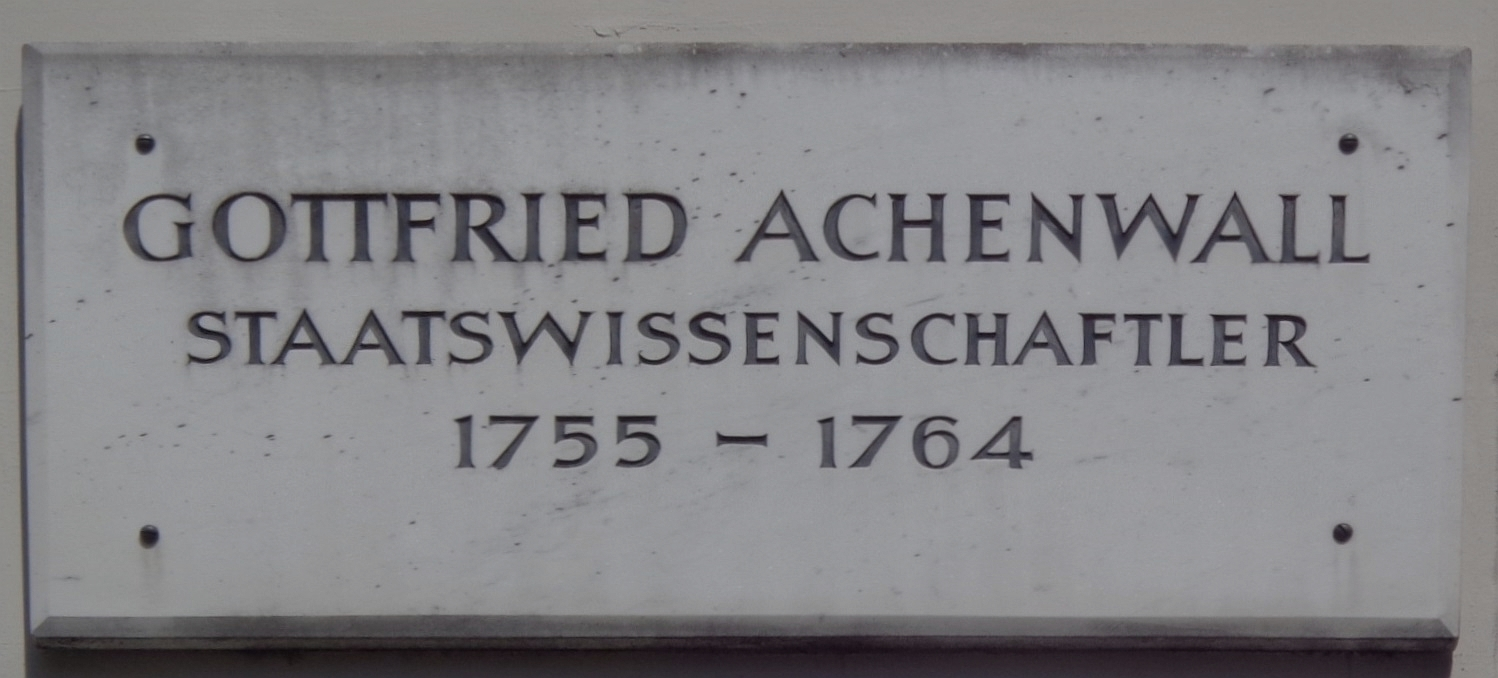
Göttinger Gedenktafel für Gottfried Achenwall am Haus Goethe-Allee 13

Gottfried Achenwall wurde in Elbing in Polnisch-Preußen als Sohn eines Kaufmannes geboren. Er studierte ab 1738 in Jena, dann in Halle (wo er den Juristen Johann Stephan Pütter kennenlernte), dann wieder in Jena und schließlich in Leipzig und absolvierte sein staatswissenschaftliches Studium. 1743 bis 1746 arbeitete er in Dresden als Hofmeister, bis er 1746 die Magisterwürde der philosophischen Fakultät zu Leipzig erhielt. Dann las Achenwall in Marburg als Privatdozent Geschichte, Statistik, Naturrecht und Völkerrecht, bis er 1748 nach Göttingen zog, wo er dank Pütters Hilfe zunächst als besoldeter Dozent und dann als außerordentlicher Professor der philosophischen Fakultät arbeitete. Ab 1751 war er außerordentliches Mitglied der „Societät der Wissenschaften“, bis er 1762 zurücktrat. In 1753 wurde er außerordentlicher Professor der juristischen und ordentlicher Professor der philosophischen Fakultät. Von 1751 bis 1763 war er außerordentliches Mitglied der Göttinger Akademie der Wissenschaften.
1761 wurde Achenwall ordentlicher Professor des Naturrechts und der Politik und 1762 Doktor beider Rechte. Während seiner akademischen Laufbahn lehrte er Naturrecht, öffentliches Recht, Völkerrecht, Geschichte, Statistik und Politik samt dem Finanz- und Cameralwesen (Die manchmal vertretene Behauptung, Achenwall habe als erster Professor seine Vorlesungen auf Deutsch statt auf Latein gehalten, stimmt nicht).
Da Achenwall 1765 zum Hofrat der Großbritannischen und Kur-Braunschweig-Lüneburgischen Krone ernannt wurde, unternahm er mit königlicher Unterstützung Reisen in die Schweiz und nach Frankreich (1751), sowie nach Holland und England (1759).
Er war (wie Pütter; s. o.) Mitglied der 1743 gegründeten Freimaurerloge „Zu den drey Löwen“ in Marburg.
Achenwall war dreimal verheiratet. Zunächst mit der Dichterin Sophie Eleonore Walther, die nach zweijähriger Ehe 1754 an Kindbettfieber starb. Nach ihrem Tod ehelichte er Luise Moser, Tochter des Staatsrechtlers Johann Jacob Moser, die 1762 verstarb. Achenwalls dritte Ehe schloss er mit Sophie, einer Tochter des Geheimen Kammerrats Jaeger aus Gotha. Er hatte aus allen drei Ehen insgesamt fünf Kinder.
Achenwall starb 1772 an den Folgen einer Lungenentzündung.

## Werk
Achenwall mag nicht der Erfinder des Begriffes „Statistik“ gewesen sein (wie oft irrtümlicherweise behauptet), hat jedoch, auf den Werken von Veit Ludwig von Seckendorff (1626–1692) und Hermann Conring (1606–1681) basierend, der Statistik einen wissenschaftlichen Charakter gegeben mit seinem Werk Abriss der neuesten Staatswissenschaft der vornehmsten Europäischen Reiche und Republiken von 1749, welches in den folgenden Auflagen seit 1752 als „Staatsverfassung der Europäischen Reiche im Grundrisse“ erschien. Achenwall gilt als einer der Väter der Statistik, weil er sie zu einer eigenen Wissenschaft erhob. Unter Statistik verstand er freilich nicht, was man heute unter diesem Begriff versteht, sondern eine umfangreiche Beschreibung der gesellschaftlichen, politischen und wirtschaftlichen Eigenschaften eines Staates (siehe Columbia Electronic Encyclopedia), indem er unter bestimmte Rubriken mit „Zuverlässigkeit und Sicherheit im Herausgreifen des Wesentlichen“ das Wissenswerte über einen Staat angab, so dass sich Achenwalls statistische Werke „von bloßen Notizensammlungen zu wissenschaftlichen Werken erheben“.
Andere Werke von Achenwall sind die Elementa iuris naturae von 1750, anfangs mit Pütter zusammen erarbeitet, sowie „Grundsätze der Europäischen Geschichte, zur politischen Kenntnis der heutigen vornehmsten Staaten“ von 1754 (die zweite Auflage von 1759 erschien unter dem Titel Geschichte der heutigen vornehmsten Staaten im Grundrisse), Entwurf der allgemeineren Europäischen Staatshändel des 17. und 18. Jahrhunderts von 1756, Staatsklugheit nach ihren ersten Grundsätzen von 1761 und sein nicht mehr vollendetes in 1775 erschienenes Juris gentium Europaei practici primae lineae. Die Elementa iuris naturae erlangten an den protestantischen Universitäten in Deutschland weite Verbreitung.

## Ehrungen und Andenken
In Göttingen befindet sich seit 1874 eine Göttinger Gedenktafel, angebracht an seinem Göttinger Wohnhaus in der Goethe-Allee 13, in welchem er von 1755 bis 1764 mit Pütter gemeinsam wohnte.

## Werke (Auswahl)
- Abriß der neuesten Staatswissenschaft der vornehmsten Europäischen Reiche und Republicken zum Gebrauch in seinen Academischen Vorlesungen. Schmidt, Göttingen 1749. (Digitalisat) (Spätere Auflagen unter dem Titel Statsverfassung der heutigen vornehmsten Europäischen Reiche und Völker im Grundrisse).
- (zusammen mit Johann Stephan Pütter): Elementa iuris naturae. Schmid, Göttingen 1750. (Digitalisat) Deutsch: Anfangsgründe des Naturrechts. Hrsg. u. übers. v. Jan Schröder. Insel-Verlag, Frankfurt am Main 1995, ISBN 3-458-16700-5 (=Bibliothek des deutschen Staatsdenkens, Band 5).
- Grundsätze der Europäischen Geschichte, zur politischen Kenntniß der heutigen vornehmsten Staaten abgefasset. Vandenhoeck, Göttingen 1754. (Digitalisat)
- Die Staatsklugheit nach ihren ersten Grundsätzen. Vandenhoeck, Göttingen 1761. (Digitalisat); 3. Ausgabe 1774 (Digitalisat)
- Französischer Finanz-Staat. Aus dem Königlichen Steuer-Edict vom November 1771. Dieterich, Göttingen 1774. (Digitalisat)
- Einige Anmerkungen über Nord-Amerika und über dasige grosbrittannische Colonien, aus mündlichen Nachrichten des Herrn D. Franklins. Kühnlin, Helmstedt 1777 (Digitalisat); Neuausgabe: Benjamin Franklin und Gottfried Achenwall: "Amerika 1766". Anmerkungen über Nordamerika, und über dasige Grosbritannische Colonien. Herausgegeben von Heinrich Detering und Lisa Kunze. Wallstein Verlag, Göttingen 2022, ISBN 978-3-8353-5241-4.[10]
- Geschichte der allgemeineren Europäischen Staatshändel des vorigen und jetzigen Jahrhunderts im Grundrisse. Vandenhoeck, Göttingen 1779. (Digitalisat)